# سونیا لویان
سونیا لویان (انگلیسی: Sonya Levien؛ زاده ۲۵ دسامبر ۱۸۸۸ درگذشته ۱۹ مارس ۱۹۶۰) یک فیلم‌نامه‌نویس اهل ایالات متحده آمریکا بود.
از فیلم‌هایی که وی در آن‌ها نقش داشته است، می‌توان به شوهر جنگاور اشاره نمود.

## زندگی شخصی و مرگ
لویان خود را فردی توصیف کرده است که از موسیقی، آواز خواندن و نواختن پیانو و همچنین خواندن بیوگرافی لذت می برد. اگرچه او لباس های زیبا را تحسین می کرد، اما معمولاً لباس های ورزشی می پوشید و از رفتن به خرید متنفر بود. سونیا به طور کلی از درگیری و مشاجره با آشنایان خود اجتناب می کرد و از صحبت کردن با تلفن خودداری می کرد. او خود را جاه طلب و در عین حال بی قرار می دانست.  کسانی که او با آنها کار می کرد اظهار داشتند که کار با لوین آسان بود و اغلب به دیگران کمک می کرد.  شوهرش در سال 1956 درگذشت و او در اواسط دهه 1950 به سرطان مبتلا شد. سونیا لوین در 19 مارس 1960 در سن 71 سالگی درگذشت. 